# John Flanagan (atlet)
 For alternative betydninger, se John Flanagan (flertydig). (Se også artikler, som begynder med John Flanagan)
John Joseph Flanagan (født 28. januar 1868, død 3. juni 1938) var en irsk-amerikansk atlet, som deltog i tre olympiske lege i begyndelsen af 1900-tallet og der vandt flere medaljer.

## Idrætskarriere
Flanagan var født i Limerick i Irland og viste sig allerede som ganske ung at være en god atlet, fremfor alt en fremragende hammerkaster. Han satte således verdensrekord i denne disciplin i 1895. Han opnåede dog også at blive nummer to i de irske mesterskaber dette år i både længde- og højdespring.
I 1896 emigrerede han til USA, hvor han indledningsvis havde vanskeligt ved at tilpasse sig et mindre kasteområde samt en anden type hammer, der blev brugt i USA. Men da han havde vænnet sig til de nye forhold, var han nærmest uovervindelig i en længere periode omkring århundredskiftet og et stykke ind i 1900-tallet. Han satte således ikke mindre end 16 verdensrekorder og toppede verdensranglisten 12 gange i de femten år, han boede i USA. Yderligere en grund til hans dominans var, at han tidligt i sin tid i USA blev opmærksom på en ny teknik, hvor man tager tre omdrejninger, inden man kaster hammeren, og denne teknik forfinede han.
I 1900 deltog han første gang i OL, der fandt sted i Paris. Han var tilmeldt i kuglestød, men stillede ikke til start, men han stillede til gengæld op i diskoskast, hvor han blev nummer syv. I hammerkast var der fem deltagere (tre amerikanere og to svenskere), og Flanagan vandt sikkert konkurrencen med 51,01 m foran sine to landsmænd, Truxtun Hare med 46,26 m og Josiah McCracken med 43,58 m.
Ved OL 1904 i St. Louis var der en række uofficielle konkurrencer, hvor Flanagan stillede op i blandt andet vægtkast (som han vandt), hammerkast (hvor han blev nummer to i almindelig konkurrence og vandt en med handicap) samt diskoskast med handicap. I de officielle konkurrencer stillede han først op i hammerkast, hvor feltet udelukkende bestod af amerikanere. Her vandt han konkurrencen med 51,23 m, mens John DeWitt med 50,26 blev nummer to og Ralph Rose med 45,73 m nummer tre. Dernæst stillede han op i vægtkast, hvor feltet kun bestod af amerikanere samt én canadier. Denne var Étienne Desmarteau, der vandt med et kast på 10,46 m, mens Flanagan blev nummer to med 10,16 m og Jim Mitchel nummer tre med 10,13 m. Endelig blev han nummer fire i diskoskast.
Ved OL 1908 i London var Flanagan tilmeldt i hele fem atletikdiscipliner, men endte med kun af stille op i diskoskast og hammerkast. I diskoskast blev han nummer ni, mens han i hammerkast i kvalifikationsrunden måtte nøjes med en andenplads med 50,36 m. Her var hans landsmand Matt McGrath bedst med 51,18 m og canadieren Con Walsh den tredje, der gik videre til finalen med 48,51 m. I finalen formåede ingen af de to sidstnævnte at forbedre sig, men Flanagan nåede ud på 51,92 m, hvilket sikrede ham guldet. Ved legene deltog han desuden på det amerikanske hold i tovtrækning; holdet blev nummer fem og sidst blandt de hold, der stillede op.
Disse olympiske lege blev Flanagans sidste, men med tre guldmedaljer i de tre udgaver af OL (1900, 1904 og 1908) indskrev han sig i historien som den bedste hammerkaster i 1900-tallet. Tre olympiske guldmedaljer i én atletikdisciplin er efterfølgende kun overgået af Al Oerter og Carl Lewis.
Flanagan satte sin sidste verdensrekord i hammerkast i 1909 med 56,18 m. Han vandt i alt syv amerikanske mesterskaber i hammerkast og seks i vægtkast. I 1911 vendte han tilbage til Irland og deltog sidste gang i konkurrence i en landskamp mellem Skotland og Irland.

## Øvrige karriere
Mens han boede i USA, gjorde Flanagan tjeneste ved New York City Police Department i otte år. Efter sin tilbagevenden til Irland overtog han sin fædrenegård, som han drev til sin død.